# Cầu siêu (Phật giáo)

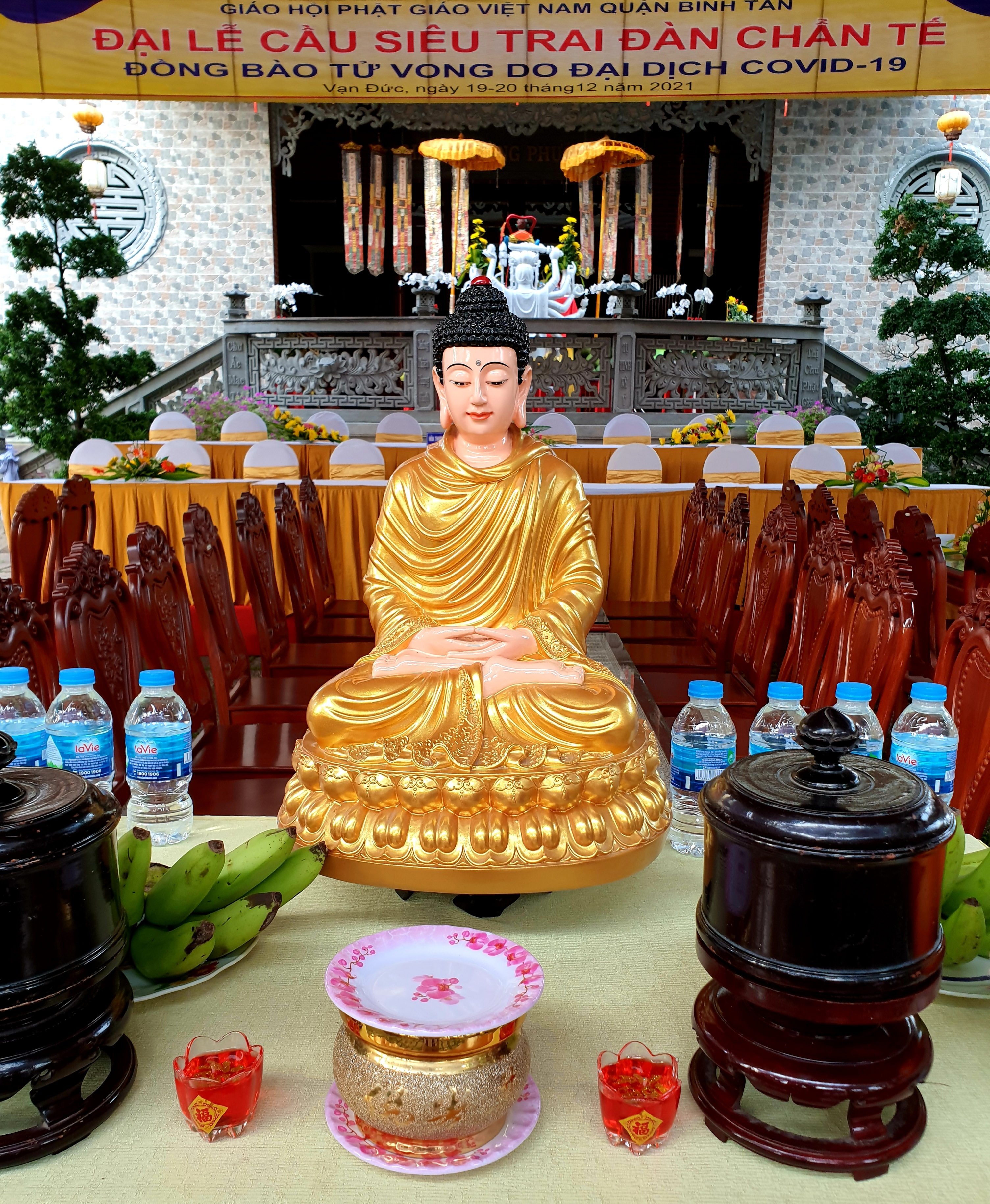
Bài trí Đại lễ cầu siêu trai đàn chân tế tại Chùa Vạn Đức ở Bình Tân để cầu siêu cho những người tử vong vì Covid19

Cầu siêu trong Phật giáo (hay còn gọi là pháp sự-Hōji (Nhật: 法事 Hepburn: Hōji) hay pháp yếu-Hōyō (Nhật: 法要 Hepburn: Hōyō) hoặc pháp hội-tiếng Trung: 法會/ Fǎ huì) dịch theo nghĩa đen là "sự kiện dharma") là một lễ cúng tế để tưởng nhớ một người đã khuất và cầu nguyện chân thành cho sự yên nghỉ hay siêu thoát của linh hồn người đó (còn gọi là cầu cho siêu thoát). Nó cũng cung cấp một cơ hội tuyệt vời cho gia đình và bạn bè còn sống để xác nhận lại mối quan hệ của con người mà người ra đi đã mang lại, để nhận ra rằng họ nợ nhiều người quá cố, để làm mới lòng biết ơn của họ đối với anh ấy hoặc cô ấy và phản ánh sâu sắc chính họ trong sự kết nối với người đã mất.

## Quan niệm về ý nghĩa
Người ta tin rằng những dịch vụ hoji này sẽ làm tăng công đức của người quá cố để họ được tái sinh trong vùng đất thanh tịnh, thuần khiết (vãng sanh cực lạc). Do đó, những hoji này đôi khi được gọi là tsuizen-kuyo (thực hành sau này cung cấp sự tốt lành). Trong Thập địa kinh, ba loại cúng dường được dạy
- Cúng dường hương, hoa, thức ăn, ánh nến, v.v.
- Cúng dường ngợi khen và tôn kính (bằng cách tụng kinh và thờ phật Đức Phật và giáo lý của Ngài)
- Cúng dường hành vi đúng đắn (bằng cách thực hành Đức Phật và sống một cuộc đời lành mạnh)

Sau khi Đức Phật nhập vào niết bàn, các nhà sư Phật giáo đã làm một nghi lễ làm gassho và làm lễ lạy trước bảo tháp nơi đặt thánh tích của ngài. Nghi thức kỷ niệm về sự tôn kính này là nguồn gốc của hoji. Khi chúng ta cầu nguyện cho hạnh phúc của một người đã chết ngay cả sau khi chết và tích lũy lòng tốt bằng cách thực hiện hoji (tsuizen-kuyo),, cuối cùng nó sẽ mang lại hạnh phúc cho chính chúng ta và các thành viên gia đình chúng ta vẫn còn sống trên thế giới này. Do đó thông qua quan sát hoji, người sống và người chết có thể ảnh hưởng và giúp đỡ lẫn nhau. Tất nhiên chỉ có thể khi chúng ta làm điều đó thực sự. Chúng ta không cần phải làm sáng tỏ sức mạnh của những nghi thức này.

## Phong tục sau đám tang

### Người Việt Nam

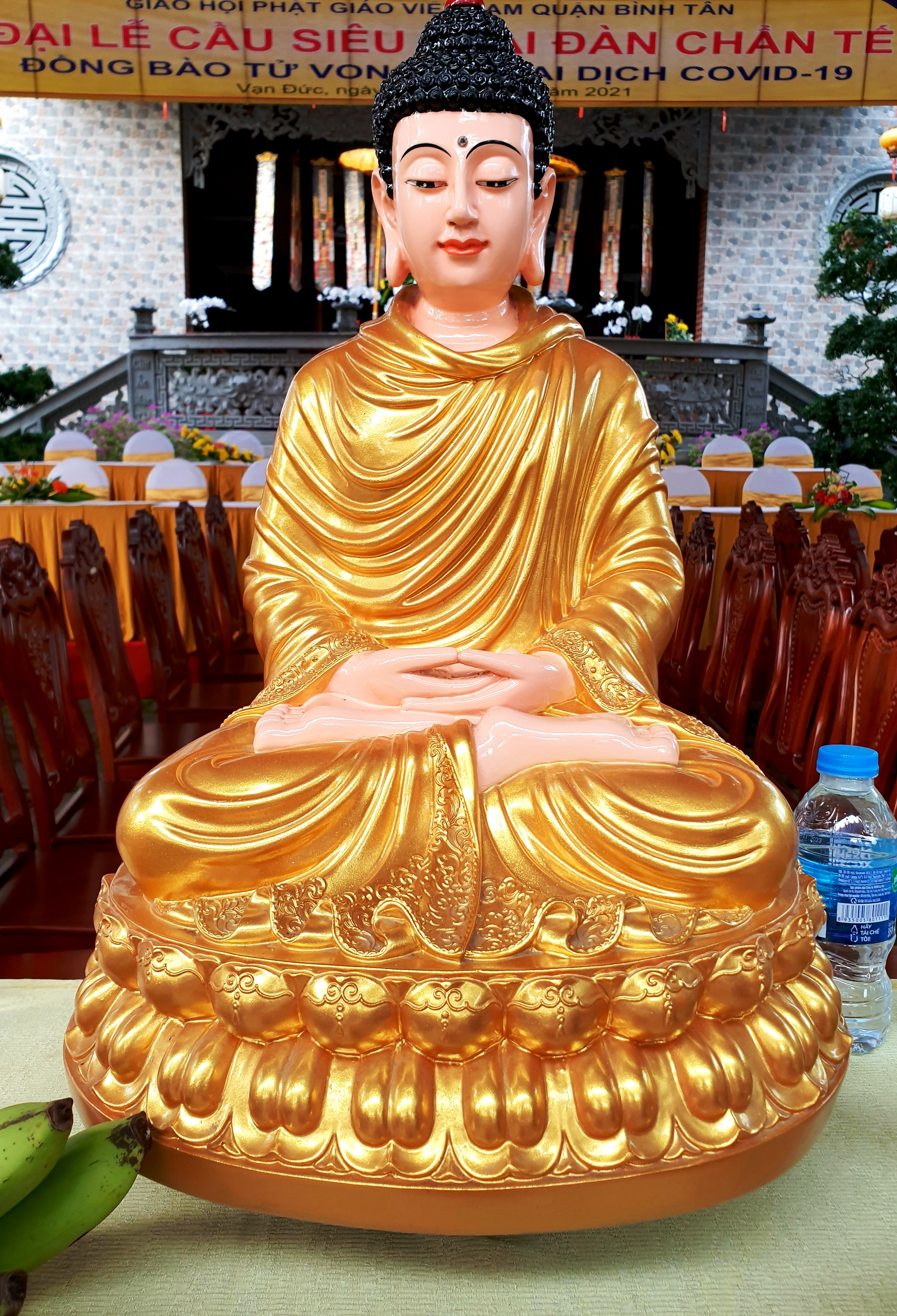
Tượng Kim thân Phật tổ trong Lễ cầu siêu

Khi người thân qua đời, người ta làm lễ tẩn liệm tức lễ đặt người quá cố vào linh cửu, lễ phát và thọ tang tại nhà. Tuỳ theo vị thầy xem ngày giờ mà đem chôn người mất, ba hoặc bốn ngày sau đó. Ở nước ngoài, luật lệ không cho phép đặt linh cửu ở nhà riêng, các lễ nghi tống táng tuỳ theo tôn giáo của người qua đời đều phải được thực hiện tại nhà quàn. Sau khi hoàn tất nghi lễ an táng, nếu là người theo đạo Phật hay đạo thờ ông bà, thì người ta rước hương linh người chết về an vị thờ tại chùa. Mỗi cuối tuần, thân nhân đến tham dự lễ cầu siêu với những gia đình có thân nhân qua đời khác được tổ chức chung tại chùa. Đối với người quá cố, lễ cầu siêu thường tổ chức mỗi tuần, tới tuần thứ Bảy, gọi là bảy thất, tức 49 ngày. Rồi cúng 100 ngày. Rồi 1 năm, 2 năm là lễ mãn tang. Tuỳ theo địa vị người chết trong mỗi gia đình mà thời gian chịu tang của thân nhân người chết dài hay ngắn.

### Người Nhật
Ngày nay tại Nhật Bản sau khi một đám tang được tổ chức, hoji được thực hiện bảy ngày một lần sau ngày chết, bảy lần tổng cộng (altogether), tức bảy thất. Những dịch vụ tưởng niệm này được gọi là kinichihoyo. Điều này dựa trên ý tưởng của người Ấn Độ cổ đại rằng linh hồn của người quá cố sẽ ở trong một cõi trung gian (chuin, hoặc chuu trong tiếng Nhật), trong 49 ngày sau khi chết, lang thang giữa thế giới này và thế giới tiếp theo. Mỗi khoảng thời gian bảy ngày đánh dấu một sự nới lỏng dần dần về mối liên hệ với thế giới này và vào ngày thứ 49, người chết được tái sinh theo nghiệp (karma) của mình.
Thông qua một tang lễ, người quá cố được thực hiện để quy y Phật (Buddha), Pháp (Dharma) và Tăng đoàn (Sangha) và để trở thành một Phật tử xuất gia. Và sau đó trong khi ở trong một cõi trung gian, người quá cố cống hiến hết mình cho các thực hành Phật giáo dưới sự bảo vệ của nhiều vị phật. Các thành viên gia đình và bạn bè cũng ủng hộ và khuyến khích người quá cố siêng năng thực hành Pháp bằng cách quan sát hoji cứ sau bảy ngày. Đây cũng là khoảng thời gian để gia đình tang quyến than khóc về sự mất mát, dần dần đi đến quen dần với nó và để lấy lại cảm giác bình yên.
Ngoài ra còn có các dịch vụ tưởng niệm sau ngày thứ 49, chẳng hạn như dịch vụ vào ngày thứ 100, năm thứ nhất, năm thứ 3, thứ 7, ngày 13, ngày 17, ngày 23, ngày 27 và năm thứ 33. Những dịch vụ tưởng niệm kỷ niệm này được gọi là nenkihoyo. Chúng được thực hiện để hỗ trợ những người đã khuất đã đến vùng đất thanh tịnh để tiếp tục bước đi trên con đường của Đức Phật. Thông thường năm thứ 33 (đôi khi là năm thứ 37 hoặc năm thứ 50) là năm cuối cùng (tomuraiage, "kết thúc tang tóc"), đánh dấu thời điểm cá nhân người chết được cho là đã hòa nhập vào các linh hồn tổ tiên chung. Điều đó có nghĩa là linh hồn dần được thanh lọc bởi sức mạnh của tsuizen-kuyo, cuối cùng mất đi tính cá nhân và trở thành một vị bồ tát toàn diện (trong Phật giáo) hoặc một vị thần hộ mệnh (trong Thần đạo).